# Филип Пулман
Филип Пулман (енгл. Philip Pullman; Норич, 19. октобар 1946) је енглески писац. Најпознатији је по својој трилогији Његова мрачна ткања (енгл. His Dark Materials), која је освојила треће место у Би-Би-Сијевом такмичењу за омиљену књигу Британаца одржаном 2003. године. Пулман је носилац свих најзначајнијих награда за дела дечје фантастике, укључујући и Астрид Линдгрен Меморијал Аворд, најпознатију награду за дечју књижевност на свету.
Пулман је ожењен и има двоје одрасле деце. Живи и ради у Оксфорду.